# Ralph Tschudi
Ralph Tschudi (* 26. Februar 1890 in Oslo; † 11. Oktober 1974 ebenda) war ein norwegischer Segler.

## Erfolge
Ralph Tschudi, Mitglied des Kongelig Norsk Seilforening, gewann 1920 in Antwerpen bei den Olympischen Spielen in der 8-Meter-Klasse nach der International Rule von 1919 die Silbermedaille. Mit der Lyn kam er in drei Wettfahrten stets hinter dem zweiten norwegischen Boot Sildra und vor dem belgischen Boot Antwerpia V als Zweiter ins Ziel, weshalb die Lyn die Regatta auf dem zweiten Platz beendete. Zur Crew gehörten außerdem neben Skipper Jens Salvesen noch Nils Thomas, Lauritz Schmidt und Finn Schiander.
Tschudi hatte eine kaufmännische Ausbildung und arbeitete ab 1909 in verschiedenen Unternehmen in Deutschland und im Vereinigten Königreich. Nach seiner Rückkehr nach Norwegen trat er einen Managementposten im Unternehmen seines Vaters an. Nach dessen Tod im Jahr 1914 verkaufte Tschudi die Firmenimmobilien und liquidierte das Unternehmen. Später handelte er selbst mit Immobilien. 